# Tiberio Crispo
 (septembre 2023).
Si vous disposez d'ouvrages ou d'articles de référence ou si vous connaissez des sites web de qualité traitant du thème abordé ici, merci de compléter l'article en donnant les références utiles à sa vérifiabilité et en les liant à la section « Notes et références ».
Tiberio Crispo est un cardinal italien du XVIe siècle né à Rome le 31 janvier 1498 et mort à Sutri le 6 octobre 1566. Il est le fils de Silvia Ruffini le demi-frère de Constanza et Pierre-Louis Farnèse, enfants du pape Paul III.

## Vie religieuse
Tiberio Crispo est préfet du Castello Sant'Angelo à Rome en 1542-1545. Il est élu évêque de Sessa Aurunca en 1543, où il resigne en 1545. Il y est administrateur en 1565-1566.
Mgr Crispo est créé cardinal par le pape Paul III lors du consistoire du 19 décembre 1544. Le cardinal Crispo est légat à Pérouse et administrateur du diocèse d'Amalfi et du diocèse de Nepi et Sutri.
Le cardinal Crispo participe au conclave de 1549-1550 lors duquel Jules III est élu, aux deux conclaves de 1550 (élection de Marcel II et de  Paul IV), au conclave de 1559 (élection de Pie IV) et de 1565-1566 (élection de Pie V).